# Mambasa (territorium)

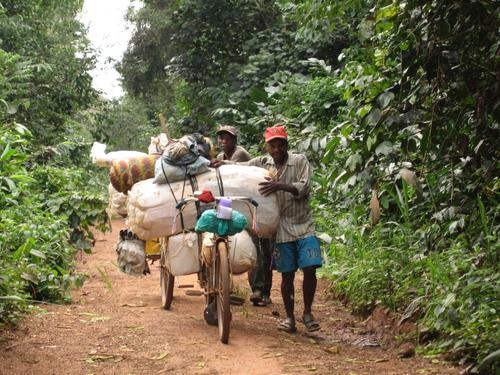
Handelaars op de weg tussen Epulu en Mambasa

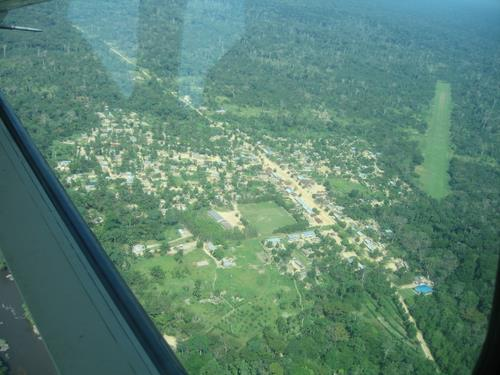
De nederzetting Epulu met landingsstrook

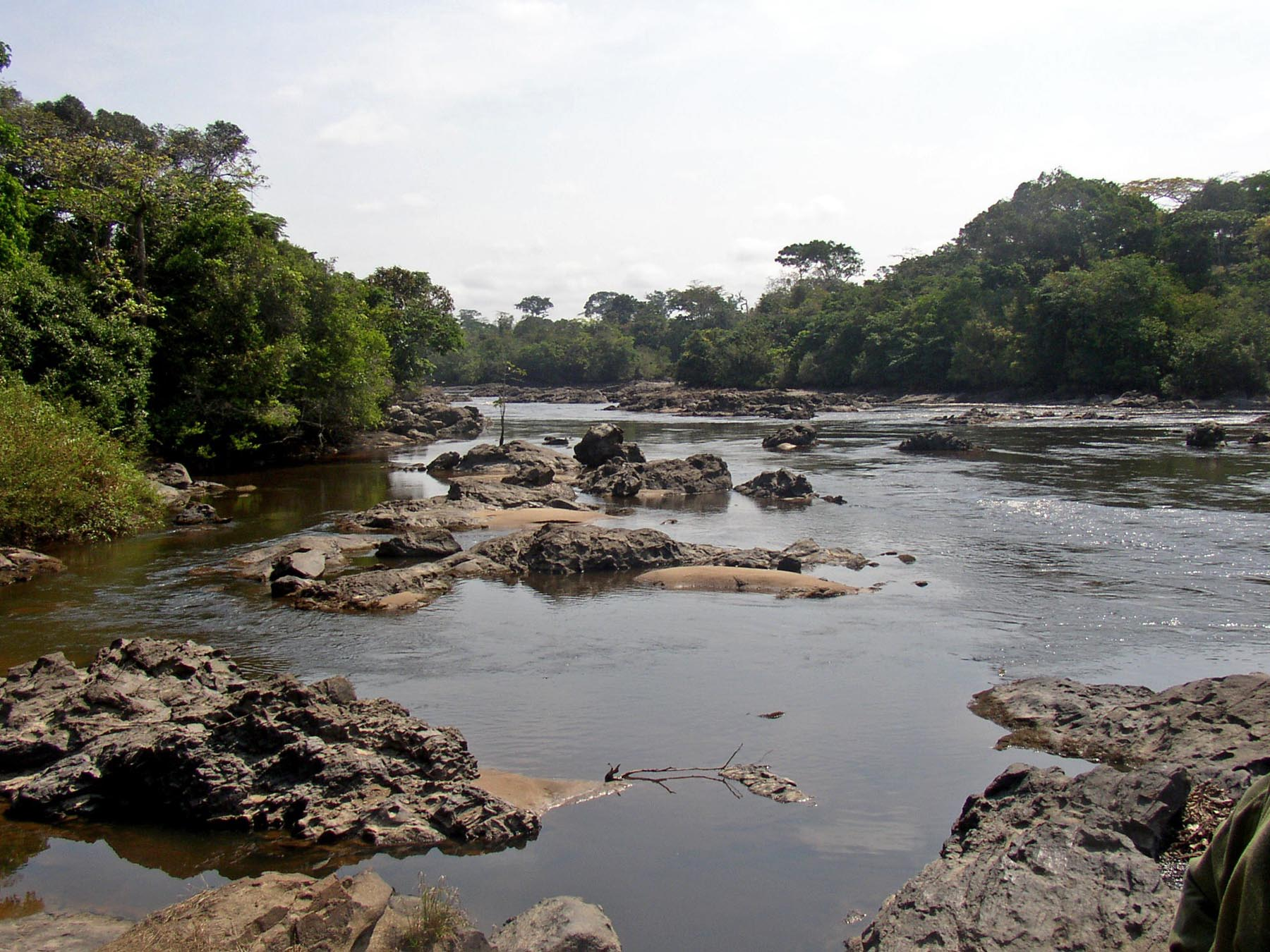
De rivier Epulu in het Okapiwildpark

Mambasa is een territorium (territoire) in de Democratische Republiek Congo. Het is een van de vijf territoria van de provincie Ituri en naar oppervlakte het grootste. Het heeft een oppervlakte van 36.783 km² en een bevolking van naar schatting 990.000 (schatting 2016).

## Bestuur
Het territorium is opgericht in 1948. De hoofdplaats is de gelijknamige plaats Mambasa.
Het is onderverdeeld in zeven chefferies:
- Babila-Babombi
- Bakwanza
- Bandaka
- Bombo
- Mambasa
- Walese-Dese
- Walese-Karo

## Geografie
De rivier Ituri doorkruist het territorium van oost naar west. Andere rivieren zijn de Epulu, Nduye en Ebiena
Het gebied is heuvelachtig met toppen boven de 1000 meter. Het territorium heeft een tropisch klimaat met de meeste regen van maart tot mei en van juli tot november of december.

## Natuur
Het territorium is voor een groot deel bebost (noordoostelijke Congolese laaglandbossen). Het Okapiwildpark, een beschermd natuurgebied waar onder andere okapi's leven, bevindt zich in Mambasa.

## Bevolking
De belangrijkste bevolkingsgroepen zijn de Bila en Ndaka. Er leven ook kleine groepen Pygmeeën. In de chefferie Mambasa leven sinds 1915 gearabiseerde groepen. Gemeenschappelijke voertaal is Swahili en in mindere mate Lingala.
De bevolking leeft voornamelijk van landbouw. Er wordt aan mijnbouw gedaan (goud, diamant en coltan) en ook aan bosbouw.